# Danny Edgar
Daniel Edgar (3 tháng 4 năm 1910 – 23 tháng 3 năm 1991) là một cầu thủ bóng đá người Anh thi đấu ở vị trí hậu vệ cho Sunderland.